# سفارت دانمارک در واشینگتن
سفارت دانمارک در واشینگتن (به انگلیسی: Embassy of Denmark) یک سفارت در ایالات متحده آمریکا است که در واشینگتن، دی.سی. واقع شده‌است.